# Municipio de Mifflin (condado de Lycoming)
El municipio de Mifflin  (en inglés: Mifflin Township) es un municipio ubicado en el condado de Lycoming en el estado estadounidense de Pensilvania. En el año 2000 tenía una población de 1.145 habitantes y una densidad poblacional de 15.9 personas por km².

## Geografía
El municipio de Mifflin se encuentra ubicado en las coordenadas 41°16′17″N 77°14′14″O / 41.27139, -77.23722.

## Demografía
Según la Oficina del Censo en 2000 los ingresos medios por hogar en la localidad eran de $36,205 y los ingresos medios por familia eran $42,125. Los hombres tenían unos ingresos medios de $30,484 frente a los $21,319 para las mujeres. La renta per cápita para la localidad era de $15,941. Alrededor del 8,8% de la población estaban por debajo del umbral de pobreza.